# Habichtskauz
Der Habichtskauz oder Uralkauz (Strix uralensis) ist eine große Eule aus der Gattung Strix innerhalb der Familie der Eigentlichen Eulen (Strigidae). Er ähnelt dem Waldkauz (Strix aluco), ist aber kontrastreicher gefärbt, bedeutend größer und oft mehr als doppelt so schwer wie dieser. Das geschlossene Verbreitungsgebiet der Art liegt im borealen Waldgürtel der Paläarktis und reicht ostwärts bis Korea und Japan. Zusätzlich bestehen Reliktvorkommen in den Karpaten, den Beskiden und im Dinarischen Gebirge. Im deutsch-österreichisch-tschechischen Grenzgebiet (Bayerischer Wald, Böhmerwald und Šumava) und zuletzt auch im Wienerwald laufen zum Teil erfolgreiche Wiederansiedelungsversuche. Zurzeit werden bis zu 15 Unterarten beschrieben; mindestens 8 sind allgemein anerkannt, wovon S. u. liturata, S. u. macroura und S. u. uralensis in Europa brüten.
Die Färbung der Unterflügel und des Schwanzes weist eine gewisse Ähnlichkeit mit der junger Habichte (Accipiter gentilis) auf, ein Umstand, dem der deutsche Trivialname Rechnung trägt.

## Aussehen

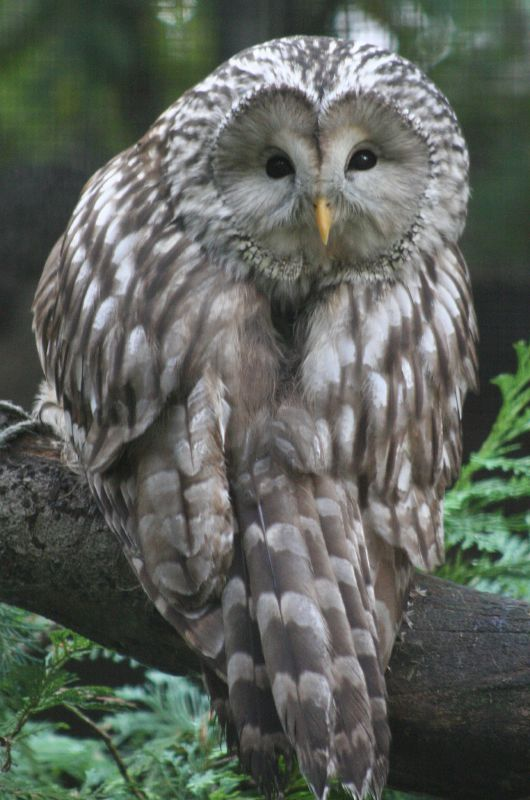
Habichtskauz. Deutlich die gebänderten Steuerfedern und Armschwingen

Der Habichtskauz ist eine große Eule mit großem, rundem Kopf, markantem Gesichtsschleier und einem relativ langen, gerundeten Schwanz. Wie bei allen Vertretern dieser Gattung sind Federohren nicht ausgebildet. Die rötlich- bis dunkelbraunen, leicht längs oval und mandelförmigen Augen sind auffallend klein. Einige Unterarten kommen in einer hellen, beziehungsweise dunklen Morphe vor, wobei helle Individuen häufiger als dunkle auftreten. Generell sind weiter nördlich vorkommende Habichtskäuze heller als in südlicheren Gebieten lebende; bei einigen wirkt die Grundfarbe des Körpergefieders fast weiß. Insgesamt ist die individuelle Variation der Färbung recht groß, trotzdem lässt sich die Art bei ausreichenden Beobachtungsbedingungen immer eindeutig bestimmen.

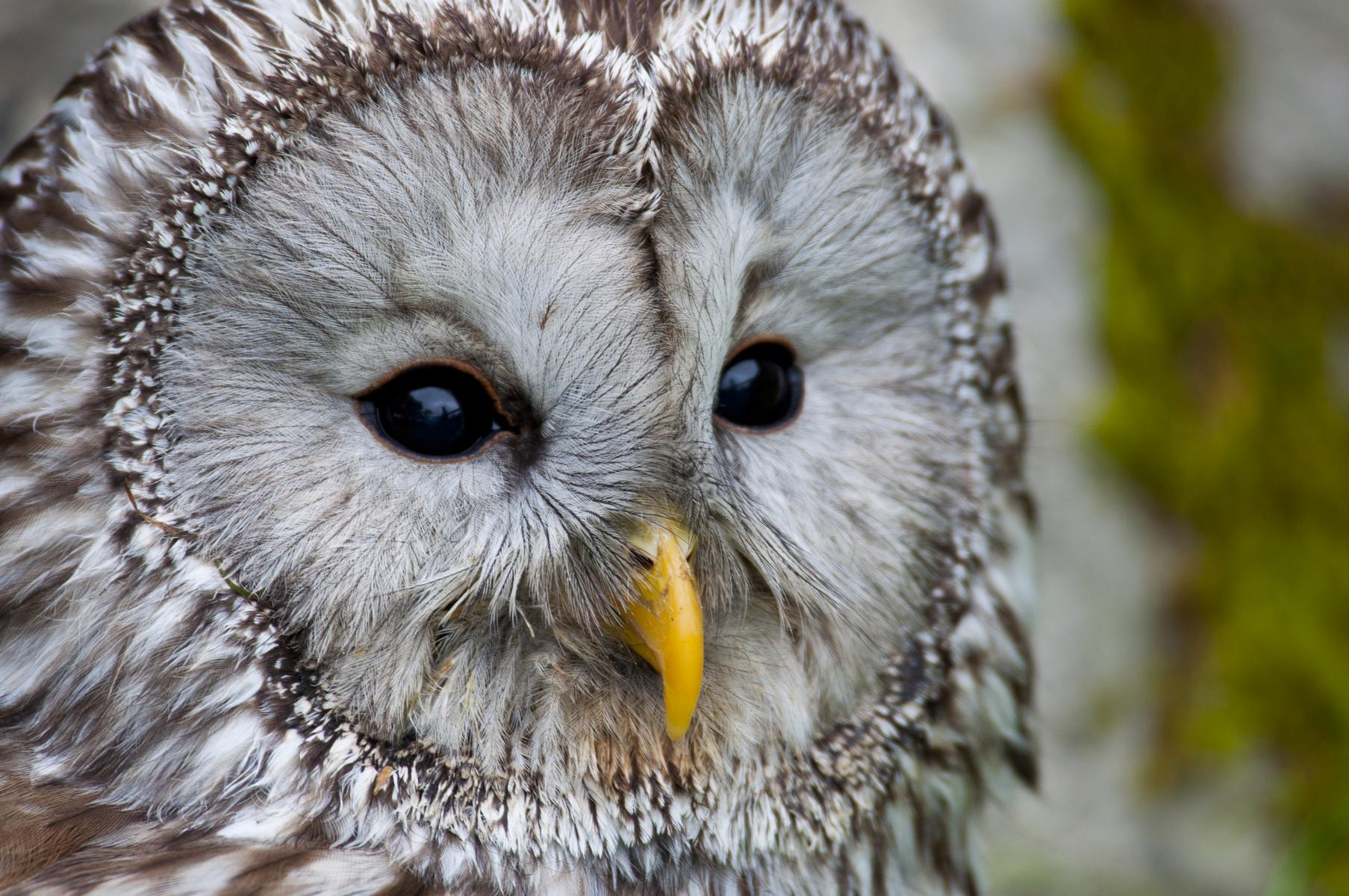
Habichtskauz (Strix uralensis)

Das Rückengefieder des Habichtskauzes ist auf weißlichem, ockerfarbenem oder rostbraunem Grund deutlich bräunlich bis schwarzbraun längs gestrichelt, zum Teil auch gefleckt. Die Oberschwanzdecken sind meist graubraun oder beige, weißlich marmoriert oder hell quer gebändert. Der gerundete Schwanz weist meist fünf helle, schmale Querbinden auf, die Schwanzspitze ist hell. Bei den hellen Unterarten setzt sich das etwas dunklere Schulter- und Flügelgefieder vom helleren Rückengefieder ab, bei den dunkler gefärbten Unterarten bestehen kaum Farbunterschiede. Dieser Gefiederbereich ist deutlich quer gebändert, weist im Schulterbereich aber meist keine weiße Tropfenzeichnung auf, wie sie für den Waldkauz typisch ist. Die Grundfärbung der Bauchseite ist bei allen Unterarten heller als das Rückengefieder, bei S. u. liturata und S. u. uralensis annähernd weiß. Es ist ohne Querbänderung unregelmäßig dunkel- bis schwarzbraun längs gestrichelt. Der große, runde Kopf ist kaum vom Rumpf abgesetzt. Der Gesichtsschleier ist hellgrau, bräunlich, bei manchen Unterarten auch fast weiß. Die dunkle Radialstrichelung ist meist deutlich ausgeprägt. Eine zonale Zeichnung, wie zum Beispiel beim Bartkauz (Strix nebulosa), fehlt. Die Randbegrenzung ist weiß-dunkel gesprenkelt und wirkt perlenartig besetzt. Ein schwärzlicher Medianstrich ist bei den meisten Unterarten erkennbar. Der Schnabel ist gelb. Die relativ langen Beine sind inklusive der Zehen buschig befiedert; die Krallen sind gelblich, die Krallenspitzen etwas dunkler.
Die Geschlechter unterscheiden sich in der Färbung nicht, Weibchen sind jedoch etwas größer, vor allem aber im Durchschnitt wesentlich schwerer. Männchen messen zwischen 50 und 58 Zentimetern und erreichen ein Gewicht von fast einem Kilogramm. Bei den schwersten Weibchen der Unterart S. u. macruora wurde ein Gewicht von über 1,3 Kilogramm festgestellt.
Bereits im ersten Alterskleid sind Jungvögel nur schwer von Altvögeln zu unterscheiden. Bestes Merkmal ist noch das Vorhandensein nicht ausgemauserter Mesoptilfedern, vor allem an den Unterschwanzdecken und an der Beinbefiederung der Jungvögel. Im Zwischenkleid ähneln junge Habichtskäuze jungen Waldkäuzen sehr.

## Stimme
Habichtskäuze verfügen über ein umfangreiches, individuell oft stark differenziertes Lautrepertoire. Etablierte Paare verhalten sich akustisch jedoch recht unauffällig, sodass die Anwesenheit eines solchen Paares überhört werden kann. Beide Partner verfügen über ähnliche Laute und Gesänge, wobei die des Männchens meist dumpfer, modulierter und insgesamt wohlklingender sind, während die des Weibchens einen schärferen, raueren, oft bellenden Charakter aufweisen. Der Revierruf ist ein dumpfes, wohlklingendes Hu…huhuhu, wobei das erste Element betont ist und die weiteren Silben nach einer Pause oft tremolierend und im beschleunigten Tempo vorgetragen werden. Dieser weittragende Gesang ist über einen Kilometer weit hörbar. Der Nestzeigelaut des Männchens besteht aus aneinandergereihten hu-Elementen, der des Weibchens aus bellenden, wie chro…chro…chro klingenden Lauten. Bei Störungen, vor allem in Nestnähe, ist anhaltendes Schnabelknappen zu hören.
Während der Herbstbalz, die bei Revierbesetzungen akustisch besonders auffallend ist, werden vor allem bellende und kläffende Laute geäußert.

## Verbreitung

Verbreitung des Habichtskauzes:
Ganzjähriges Vorkommen

Die geschlossenen Vorkommen des Habichtskauzes liegen in der borealen Nadelwaldzone und der boreo-nemoralen Übergangszone der Paläarktis. Sie beginnen in Europa im zentralen Skandinavien und in den nordöstlichen Bereichen des Baltikums und setzen sich in einem unterschiedlich breiten Gürtel quer durch das nördliche Russland bis an die pazifische Küste fort. In Ostasien besiedelt die Art die gesamte Amur-Ussuri-Region, Teile der westlich daran angrenzenden chinesischen Provinzen, die Bergwälder Nordkoreas südwärts bis in die Grenzregionen zu Südkorea. Brutvorkommen bestehen außerdem auf Sachalin und auf den Japanischen Inseln. Die südöstlichsten Vorkommen liegen auf der unbewohnten Vulkaninsel Torishima.
Die mittel- und südosteuropäischen Bestände gelten als eiszeitliche Reliktvorkommen. Sie liegen in den Beskiden des polnisch-slowakisch-ukrainischen Grenzgebiets, im nordöstlichen Ungarn, in den rumänischen Karpaten, in Slowenien sowie in bewaldeten Gebieten der Dinariden Kroatiens, Serbiens, Bosniens, möglicherweise auch Montenegros und Mazedoniens. Eine sehr kleine, isolierte Restpopulation besteht in Bulgarien.

### Historische Vorkommen in Österreich und Deutschland
In Österreich brütete der Habichtskauz im 19. Jahrhundert vereinzelt, aber regelmäßig in Kärnten, gelegentlich auch in der Steiermark. Dort wurden bis 1950 Brutpaare festgestellt. Aus Oberösterreich sind Bruten aus dem Almtal bekannt. Trotz der vereinzelt vorkommenden Bruten galt die Art in Österreich als ausgestorben.
In Deutschland war der Habichtskauz bis zur Mitte der 1920er Jahre Brutvogel im Bayerischen Wald. Im 19. Jahrhundert wurden hier immer wieder Einzelvögel erlegt, dazu gab es Funde von Gelegen und Dunenjungen als Brutnachweise. Der letzte Abschuss erfolgte 1923 am Kaitersberg. Etwa zur selben Zeit erloschen die Vorkommen auf der tschechischen Seite dieses Waldgebietes. Der letzte Nachweis dort stammt aus Sušice um 1926. Direkte Verfolgung durch Abschuss dürfte für das Verschwinden dieser Art aus diesen Regionen hauptverantwortlich gewesen sein.
In Südkärnten kommt es wahrscheinlich gelegentlich wieder zu Bruten aus Slowenien verstrichener Habichtskäuze und im italienisch-slowenischen Grenzgebiet brütet diese Art zumindest seit 1994 regelmäßig.

### Wiederansiedelungsprojekte
Im Nationalpark Bayerischer Wald, im Böhmerwald sowie im Naturschutzgebiet Šumava laufen Wiedereinbürgerungsversuche, die auf deutscher und tschechischer Seite wahrscheinlich zu einer sich selbst erhaltenden Population von je etwa 10 Brutpaaren geführt haben.
So wurden Im Nationalpark Bayerischer Wald seit 1975 durch die Nationalparkverwaltung immer wieder nachgezüchtete Habichtskäuze freigelassen. 1989 kam es zur ersten erfolgreichen Freilandbrut. 2012 wurden im Nationalparkgebiet zehn besetzte Reviere geschätzt.
Auf der österreichischen Seite wurde die Aktion aufgrund illegaler Abschüsse ausgesetzter Käuze und anhaltenden Protests der Jägerschaft, die einen negativen Einfluss auf die Niederwildjagd befürchtete, vorerst ausgesetzt. Ein konkretes Tierschutzprojekt des 2015 entstandenen Vereins für Landschaftspflege & Artenschutz in Bayern e. V. ist die Wiederansiedlung des Habichtskauzes im Naturpark Steinwald in der Oberpfalz gewesen.
Eine neue, vom Forschungsinstitut für Wildtierkunde und Ökologie an der Veterinärmedizinischen Universität Wien initiierte und geleitete Wiederansiedelungskampagne mit Freilassungsorten im Wildnisgebiet Dürrenstein-Lassingtal sowie im Wienerwald befindet sich in der Projektphase und zeigt erste Erfolge. Seit mehr als einem halben Jahrhundert hat im Jahr 2011 erstmals wieder ein Habichtskauzpaar im Wienerwald gebrütet. 2012, ein Jahr mit einer im Gebiet sehr starken Mäusegradation, wurden im Wienerwald sowie in der Gegend von Amstetten und Scheibbs mindestens 11 Bruten festgestellt, von denen 9 erfolgreich verliefen und die ungewöhnlich hohe Anzahl von dreißig Jungkäuzen zum Ausfliegen brachten. Die Auswertung der Daten telemetrierter Vögel und das Ablesen der Farbberingungen haben bestätigt, dass zwischen den einzelnen Brutgebieten ein Austausch der Brutvögel erfolgt. So bestand das Brutpaar im Bezirk Amstetten aus einem Männchen aus dem Freilassungsgebiet Dürrenstein und einem Weibchen aus dem Wienerwald. Nach dem Zusammenbruch der Mäusegradation erfolgten 2013 im Auswilderungsgebiet keine Bruten. 2014 verbesserte sich die Nahrungssituation im Wienerwald wesentlich, sodass wieder 17 Jungkäuze zum Ausfliegen kamen. Im Dürrensteingebiet war bei bedeutend schlechterem Nahrungsangebot nur eine Brut mit zwei flüggen Käuzen erfolgreich. 2015 brütete nur ein Paar im Wienerwald jedoch vier Paare im Wildnisgebiet Dürrenstein. Zwei Bruten erfolgten auf natürlichen Nistplätzen in Rotbuchen. Ein sehr gutes Nahrungsangebot und eine große Anzahl neuer Nistkästen bewirkten, dass 2017 in den beiden Auswilderungsgebieten 50 Jungkäuze zum Ausfliegen kamen. Wie schon seit längerem beobachtet, ist auch diesmal das Geschlechterverhältnis mit 3:2 zugunsten der Männchen auffallend ungleich.
Im Bayerischen Wald waren 2014 26 Brutreviere besetzt und im Friaul, im Bereich des Oberlaufs der Natisone, wurden zwei Nistkastenbruten mit insgesamt drei Jungkäuzen festgestellt.

### Wanderungen
Habichtskäuze sind im Allgemeinen ausgesprochen standorttreu. Von mehreren Tausend nestjung in Finnland beringten Vögeln siedelten sich 86 % in einem Umkreis von unter 50 km vom Geburtsort wieder an. Revierbesitzer entfernen sich bei ausreichender Nahrungsgrundlage nur wenige Kilometer vom Brutplatz. Dennoch scheinen weitere Wanderungen vorzukommen und besonders bei nordsibirischen Vögeln häufig zu sein. Auch in Europa verstreichen vereinzelt Exemplare über weite Strecken und können weit von den nächsten Brutplätzen entfernt erscheinen. Ein 1987 in Sachsen-Anhalt tot aufgefundener Habichtskauz war im Jahr zuvor in Estland beringt worden; er hatte also in seinem ersten Winter eine Wanderung von über 1000 Kilometer zurückgelegt.

## Lebensraum

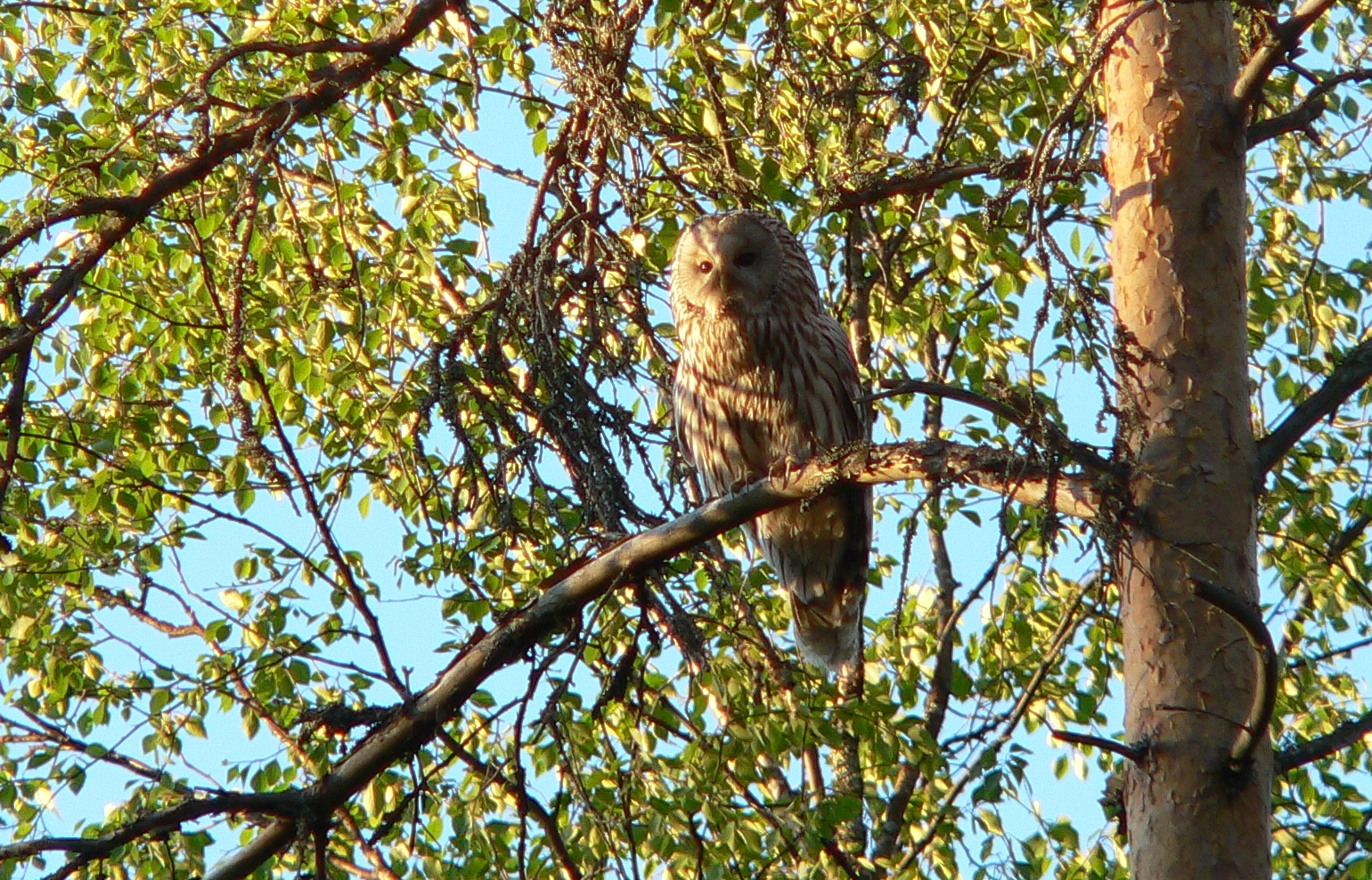
Habichtskauz in natürlichem Lebensraum in Finnland

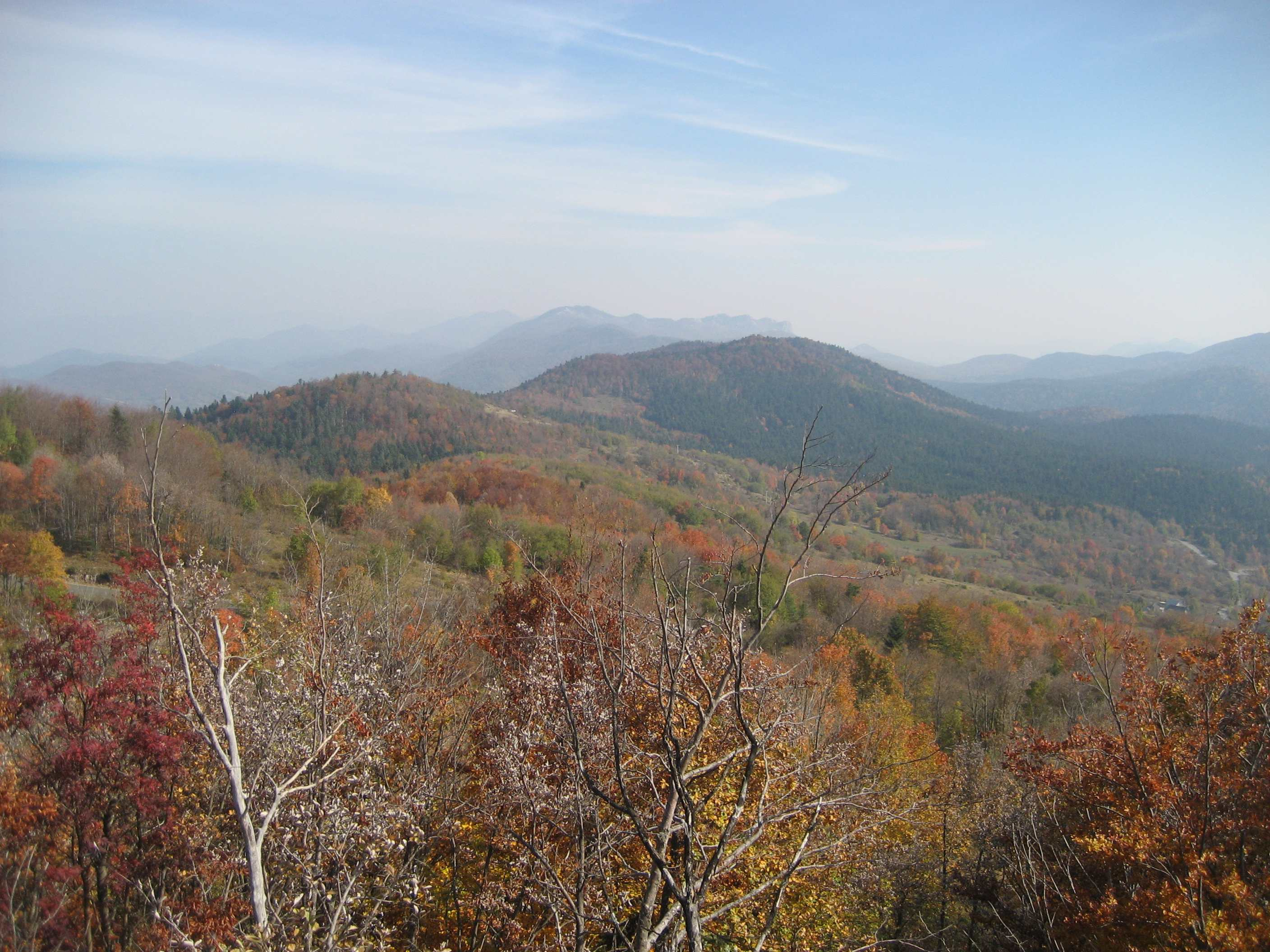
Lebensraum des Habichtskauzes im Dinarischen Gebirge

Der Habichtskauz ist nicht an bestimmte Waldtypen gebunden. In seinem Hauptverbreitungsgebiet in Skandinavien und dem russischen Taigagürtel bewohnt er fichtendominierte, mit Birken und Erlen durchsetzte Wälder mit eher offenem Baumbestand. Häufig liegen Habichtskauzhabitate am Rande von Lichtungen, in Kahlschlag- oder Moorgebieten. Stehende oder langsam fließende Gewässer gehören ebenfalls zum bevorzugten Inventar. Wesentlich sind neben dem Vorhandensein offener Bereiche mit einem guten Angebot an Kleinsäugern ausreichend zur Verfügung stehende Nistmöglichkeiten, sei es in Form von natürlichen Höhlen, Nistkästen oder alten Greifvogelhorsten. Dichte, zusammenhängende Wälder besiedelt die Art nicht, auch steile Hanglagen werden gemieden. In den südlichen Brutgebieten Ostasiens dringt der Habichtskauz bis in die Zone der immergrünen Laubwälder vor.
Die Restpopulationen Mittel- und Südeuropas bevorzugen offene Buchenmischwälder mit wenig Unterwuchs; ideal sind offenbar sonnenbeschienene, leichte Hanglagen, die Grenzstrukturen mit Wiesen, Weiden und Lichtungen sowie Wasserflächen aufweisen. Dort, wo der Habichtskauz gemeinsam mit dem Waldkauz vorkommt, besiedelt der letztere die dichteren Waldgebiete, während der Habichtskauz lichtere Wälder und offene, abwechslungsreiche Strukturen bevorzugt. Wo Habichtskäuze nicht verfolgt werden, meiden sie die Nähe zu menschlichen Siedlungen nicht; in Mittel- und Südeuropa ist die Art jedoch ausgesprochen hemerophob, das heißt menschenscheu. In diesen zentral- und südeuropäischen Verbreitungsgebieten gilt der Habichtskauz als Bewohner der Mittelgebirge. Tatsächlich scheint aber keine deutliche Präferenz für die Besiedelung einer bestimmten Höhenstufe zu bestehen, solange geeignete Habitatsstrukturen vorliegen. Die Bevorzugung von Mittelgebirgslagen in Mitteleuropa dürfte Folge der Habitatzerstörung in tieferen Lagen sein.
Im Allgemeinen ist der Raumbedarf des Habichtskauzes entsprechend der Größe der Art recht groß, etwa dreimal größer als der des Waldkauzes. In durchschnittlichen Habichtskauzhabitaten Skandinaviens brüten etwa 5–7 Paare auf 100 km², wobei die Nistabstände zwischen zwei und vier Kilometer betragen. In optimalen Bereichen wurden jedoch bei sehr guter Nahrungsverfügbarkeit bedeutend größere Siedlungsdichten festgestellt: So brüteten etwa 1992 bei Krakau 3 Paare in einem nur 10 km² großen Waldgebiet. Noch höhere Siedlungsdichten mit bis zu 10 Revieren auf 10 km² werden nach neueren Untersuchungen in Südslowenien vermutet.

## Nahrung und Beuteerwerb

### Nahrung
Der Habichtskauz ist sowohl ein Ansitz- als auch ein Suchflugjäger. Er vermag Beutetiere bis zur Größe eines kleinen Hasen oder einer Auerhenne zu schlagen. Mäuse und Spitzmäuse bilden jedoch zu allen Jahreszeiten die Nahrungsgrundlage, wobei Wühlmäuse eine besonders dominierende Rolle spielen; in Gradationsjahren kann ihr Anteil 90 Prozent übersteigen. Unter den Arten aus dieser Familie überwiegen als Beute Erdmäuse, Rötelmäuse und Schermäuse. Im Winter werden Spitzmäuse und Vögel wichtigere Beutetiere. Unter der Vogelbeute, die meist unter 10 Prozent ausmacht, befinden sich vor allem Drosseln und Tauben, aber auch größere Arten wie Krähen und Hühnervögel, gelegentlich auch Waldkäuze. In Mitteleuropa dürfte auch der Siebenschläfer eine nicht unwichtige Nahrungsergänzung darstellen. Er ist in Buchenwäldern nicht selten und mit einer Masse bis zu 240 Gramm ein ergiebiges Beutetier. Untersuchungen aus Slowenien ergaben vor allem nachbrutzeitlich einen großen Anteil dieser Bilche an der Gesamtbeutemasse. Reste von Amphibien, Reptilien und Fischen finden sich regelmäßig in den Gewöllen, spielen aber mengen- und gewichtsmäßig eine nur untergeordnete Rolle, während größere Insekten, vor allem Käfer, bei sonstiger Nahrungsknappheit nicht unwesentlich sein können. Habichtskäuze nehmen gelegentlich auch Aas zu sich.
Der Tagesbedarf an Nahrung schwankt jahreszeitlich zwischen 147 und 255 Gramm, für ein nichtbrütendes Paar wurde ein Jahresbedarf von 109 Kilogramm Lebendgewicht an Beutetieren errechnet.

### Beuteerwerb
Bevorzugte Jagdmethode ist die Ansitzjagd von oft eher hoch liegenden Warten. Dabei sitzt die Eule relativ aufrecht, der Kopf ist um etwa 90° nach unten gewinkelt, der Gesichtsschleier gespreizt. Ist eine Beute erspäht oder akustisch geortet, beugt der Kauz sich fast waagrecht vor und lässt sich in einem schrägen Steilflug fallen. Kleinere Beutetiere werden oft schon durch den heftigen Aufprall getötet, größere durch mehrere Nacken- oder Kopfbisse. Bei der seltener angewandten Suchflugjagd patrouilliert der Habichtskauz in einem langsamen, bodennahen Flug über seinem Jagdrevier und lässt sich beim Orten eines Beutetieres oft in einer abrupten Wendung fallen. Gelegentlich sind bei dieser Jagd kurze Rüttelphasen beobachtet worden. Größere Insekten werden mit den Fängen im Flug gegriffen; die Methoden der Vogeljagd sind nicht bekannt.
Kleine Beutetiere transportiert der Habichtskauz im Fang oder im Schnabel zu einem Fressplatz, seltener verzehrt er sie an Ort und Stelle. Größere Beutetiere werden in mundgerechte Happen zerteilt; bei Vögeln frisst er meist nur das Brustfleisch, bei Säugetieren werden die Eingeweide nicht verwertet. Habichtskäuze legen ganzjährig Nahrungsdepots in Höhlen, Spalten, aber auch in ausgefaulten Baumstümpfen an.

### Gewölle
Die Gewölle des Habichtskauzes sind bis zu 94 mm lang und bis zu 35 mm dick, der Durchschnitt liegt bei 62 × 25 mm. Sie sind sehr fest und an den Enden leicht zugespitzt. Da Habichtskäuze außerhalb der Brutzeit die Tageseinstände oft wechseln, sind die Gewölle nur schwer zu finden.

## Verhalten

### Aktivität, Ruhe- und Komfortverhalten
Habichtskäuze sind dämmerungs- und nachtaktiv. Während der Brutzeit jagen sie jedoch bis in die späten Morgenstunden, zuweilen auch tagsüber. Der erste Aktivitätsgipfel liegt in der Abenddämmerung und erstreckt sich etwa bis Mitternacht. In dieser Zeit besteht die größte Rufintensität. Nach einer Ruhe- und Putzpause folgt ein zweiter Aktivitätshöhepunkt, der bis in die frühen Morgenstunden reicht. Im kurzen nordischen Sommer beginnt die Hauptaktivität erst gegen Mitternacht und ist nur von kleineren Putzpausen unterbrochen.
Die Tageseinstände wechselt der Habichtskauz oft. Häufig liegen sie sehr niedrig auf Lagerholz, Baumruinen oder in Aufforstungen. Während der Brutzeit befinden sie sich aber immer in der Nähe und in Sichtweite des Nistplatzes. Wenn die Eule in einem höheren Baum ruht, wählt sie oft schwache Seitenäste und drückt sich nahe an den Stamm. Die Tageseinstände der Partner liegen außerhalb der Brutzeit weit auseinander; nur in der Anpaarungszeit können verpaarte Habichtskäuze nahe beisammen, manchmal im gegenseitigen Körperkontakt dösend angetroffen werden.
Habichtskäuze verwenden viel Zeit für die Gefiederpflege. Sie sonnen sich ausgiebig, vor allem an Wintertagen, und suchen dazu gezielt sonnenexponierte Stellen auf. Sie baden oft, insbesondere während der Brut und der Mauser, und tauchen dabei weitgehend unter. Bei leichtem Regen lassen sie sich mit gespreiztem Gefieder berieseln, während sie bei anhaltendem Starkregen geschützte Ruheplätze aufsuchen oder eine Schutzstellung einnehmen.

### Territorial- und Feindverhalten
Habichtskäuze sind ganzjährig territorial und vor allem zur Brutzeit äußerst aggressiv. Sie verteidigen ihr Revier gegenüber Artgenossen, aber auch gegenüber kleineren Arten, insbesondere dem Waldkauz. Gegner werden direkt angeflogen und mit den Krallen attackiert. Kennzeichnend für die Art sind die Angriffsflüge auf Menschen, aber auch auf Rotwild oder Wildschweine, wenn sie sich zu stark dem Nistbereich nähern. Diese Angriffe erfolgen meist überraschend von hinten, nachdem der Vogel oft schon über eine längere Zeit dem Eindringling unbemerkt gefolgt ist. Bei diesen Angriffsflügen streift der Habichtskauz sein Opfer im Kopf, Schulter- oder Rückenbereich und verletzt es gelegentlich erheblich. Es wurde auch beobachtet, dass sich die Eule in einen Körperteil verkrallt und mitschleifen lässt. Weibchen sind bei diesen Attacken aktiver und aggressiver als Männchen. Der schwedische Name Slaguggla (‚attackierende Eule‘) ist auf dieses Verhalten zurückzuführen.
Andererseits können sich Habichtskäuze außerhalb der Brutzeit wenig scheu, fast zutraulich und neugierig verhalten, was ihre Verfolgung durch den Menschen sehr begünstigt hat. Sie können ein Verhalten zeigen, das als Konfliktschlaf gedeutet wird, in dem sie Annäherungen bis auf wenige Meter regungslos zulassen, bevor sie auffliegen.

## Fortpflanzung

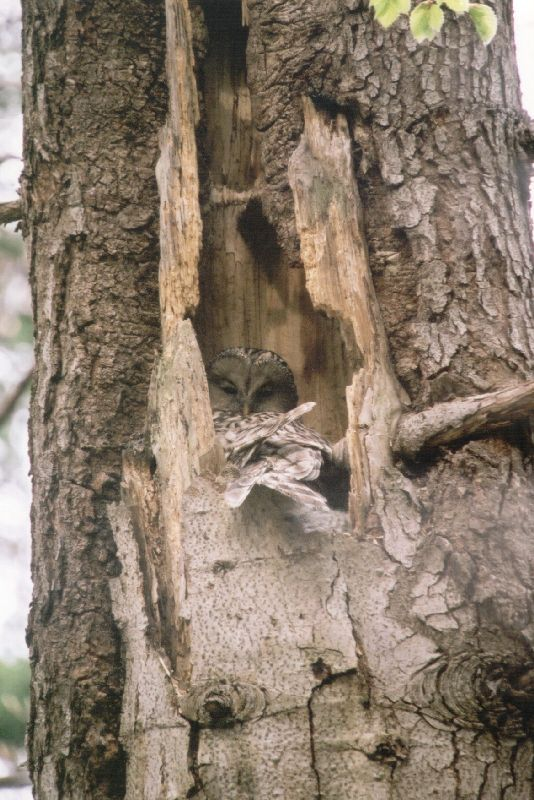
Altvogel an natürlichem Brutplatz

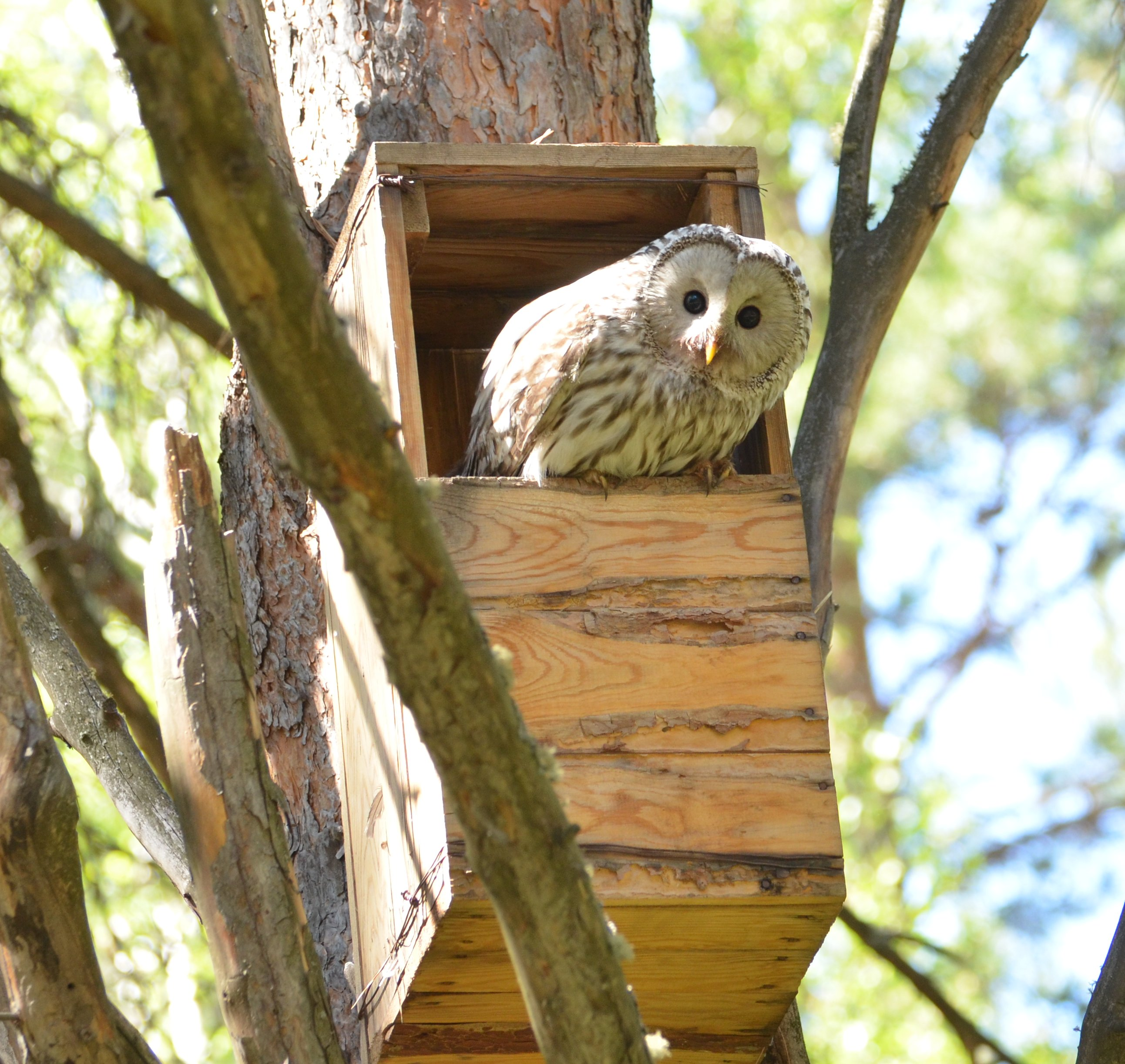
Altvogel sieht aus Nistkasten

Habichtskäuze führen eine weitgehend monogame Dauerehe, die jedoch außerhalb der Brutzeit durch Distanz und ausgeprägte innerartliche Aggressivität geprägt ist. Biandrie wurde nur bei Gefangenschaftsbruten beobachtet. Die Weibchen werden am Ende des ersten Lebensjahres geschlechtsreif, wahrscheinlich auch die Männchen. Einjährige Weibchen schreiten jedoch nur in außergewöhnlich guten Mäusejahren zur ersten Brut, auch zweijährige Weibchen brüten meist noch nicht.

### Balz, Paarbildung und Nistplatz
Die Anpaarung beginnt während der Herbstbalz und ist durch laute Rufreihen, aber auch noch durch große Aggressivität der beiden Partner gekennzeichnet. In dieser Zeit sind die Reviergesänge am häufigsten und vollständigsten zu hören. Die Hauptbalz beginnt im Januar. Akustisch ist diese Phase von den Nestzeige-Rufreihen des Männchens und durch verschiedene Kontaktrufe geprägt. Es erfolgen auch die ersten Beuteübergaben, sodass das gegenseitige Distanzbedürfnis allmählich reduziert wird, bis es bei gemeinsamen Nistplatzinspektionen, eventuell sogar gemeinsamem Einschlüpfen in eine Höhle, weitgehend abgebaut ist. In dieser Zeit können die Partner eng benachbart ruhen, zuweilen im gegenseitigen Körperkontakt; auch Kraulen und gegenseitige Gefiederpflege wurde beobachtet. Wenn die Beuteübergaben häufiger werden und Männchen und Weibchen mit Drehbewegungen in der Nestmulde den Nistplatz für die Eiablage vorbereiten, kommt es auch zu den ersten Kopulationen, meist auf einem Ast in der Nähe des Nistplatzes.
Bevorzugte Nistplätze sind großflächige Ausfaulungen in alten Bäumen, Baumstümpfe, die an ihrer Oberseite muldenartige Vertiefungen aufweisen, sowie alte Greifvogel-, Corviden- oder Schwarzstorchhorste. Gelegentlich finden sich Habichtskauzbruten auch auf Felssimsen; auch Bodenbruten kommen vor. Nistkästen werden gerne angenommen. Der Nistplatz wird durch Dreh- und Muldenbewegungen vorbereitet, in Höhlen werden hervorstehende Späne abgeknabbert. Nistmaterial trägt der Habichtskauz, wie auch alle anderen Eulen, nicht ein.

### Gelege und Brut

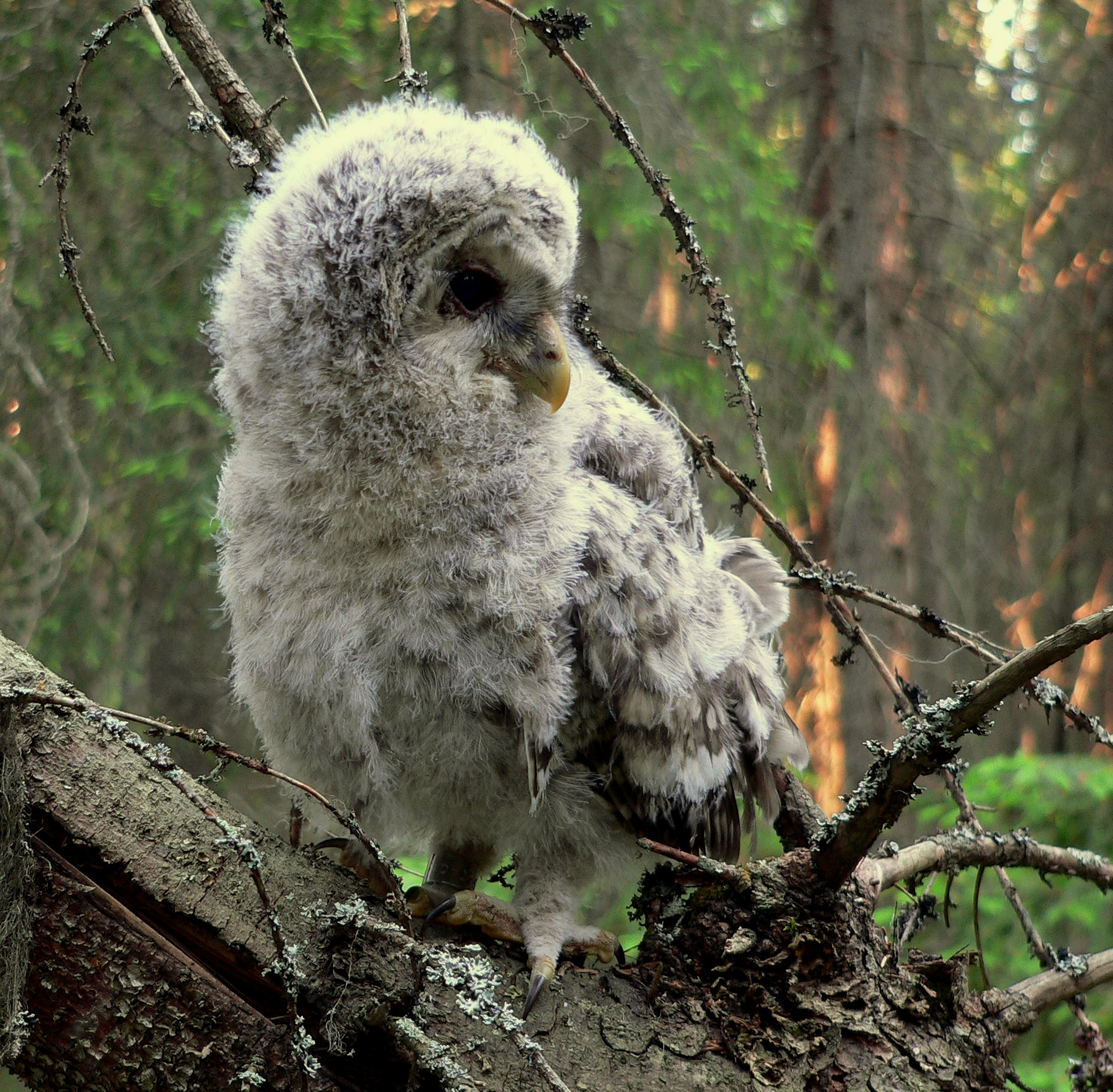
Habichtskauz im frühen Wanderstadium. Etwa 30 Tage alt

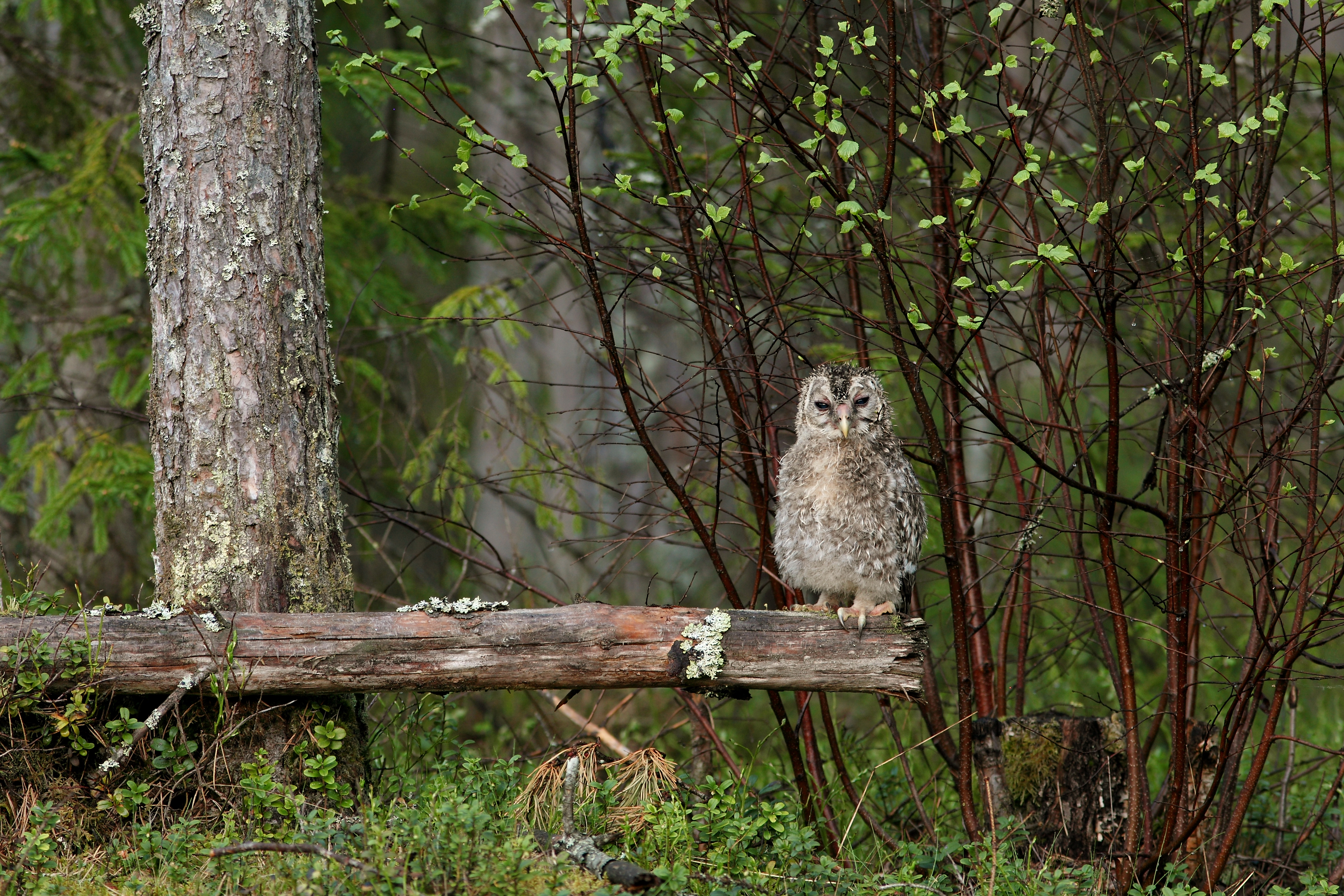
Ästling im Wald von Albu, Estland

In guten Wühlmausjahren und niedriger Schneelage beginnt die Legeperiode mitteleuropäischer Habichtskauzpopulationen bereits Mitte Februar, üblicherweise aber erst Mitte März. Nordskandinavische und sibirische Vögel beginnen im April mit der Eiablage. Frische Gelege können noch im Juni gefunden werden. Bei schlechter Nahrungssituation können die Bruten oft mehrere Jahre ausfallen. Habichtskäuze brüten nur einmal im Jahr, über Ersatzgelege bei Gelegeverlust ist nichts bekannt. Während der Brutzeit versorgt das Männchen das Weibchen mit Nahrung.
In einem Abstand von 2–3 Tagen legt das Weibchen meist 3–4 (1–6) anfangs reinweiße, rundovale Eier, die mit durchschnittlich 50 × 42 mm und einem Gewicht von 50 Gramm die Größe eines kleinen Hühnereis aufweisen. Das Weibchen brütet ab dem ersten Ei sehr fest. Nach etwa 28 Tagen schlüpft das erste Küken, die anderen folgen entsprechend der Legeabstände. Sie und das Weibchen werden in den ersten Wochen allein vom Männchen mit Nahrung versorgt; das Weibchen hudert die Küken und zerteilt die Nahrung. Die Küken entwickeln sich sehr schnell. Schon nach etwa 5 Wochen springen die nur zu Flatterflügen fähigen Jungen aus dem Nistplatz und versuchen sich danach möglichst schnell mit Hilfe der Krallen und des Schnabels an einem Baum hochzuarbeiten und in eine gesicherte Höhe und eine geschützte Position zu gelangen. Dieser risikoreiche, oft mehrere Tage dauernde Lebensabschnitt wird als Wanderstadium bezeichnet. Die Ästlinge werden jetzt noch weitere 60 Tage von beiden Eltern versorgt. Sie können mit 90 Lebenstagen relativ sicher fliegen und verlassen wenig später das Brutgebiet.

### Bruterfolg und Lebenserwartung
Die jährliche Reproduktionsrate des Habichtskauzes schwankt vor allem entsprechend der jeweiligen Nahrungsverfügbarkeit und der klimatischen Bedingungen während der Brutperiode sehr stark und liegt zwischen 0,9 und 2,9 ausgeflogenen Jungen pro begonnener Brut.  Eine schwedische Untersuchung ermittelte in einem siebenjährigen Zensus 1,8 ausfliegende Jungkäuze.
Von diesen überleben etwa 60 Prozent das erste Lebensjahr, von den verbleibenden 70 Prozent das zweite, danach verflacht die Sterberate ein wenig. Von einem Geburtsjahrgang sind nach zwei Jahren also bedeutend weniger als die Hälfte der Käuze noch am Leben.
Als Höchstalter eines in freier Natur wiedergefundenen, beringten Habichtskauzes gelten 22 Jahre; ein Volierenvogel wurde 30 Jahre alt.

## Systematik
Der Habichtskauz ist eine Art innerhalb der Gattung Strix, in der zwischen 18 und 24 Arten waldbewohnender, mittelgroßer bis großer Eulen zusammengefasst sind.
Es wurden bis zu 20 Unterarten beschrieben. König & Weick halten die Taxierung von 8 für berechtigt. Verschiedentlich werden zwei Rassengruppen unterschieden: die relativ großen, bis auf S. u. macroura eher hellen, paläarktischen Festlandformen sowie die kleineren, bräunlichen, japanischen Inselformen. Der oft als Unterart des Habichtskauzes geführte Sichuankauz (Strix davidi) gilt heute als eigene Art.
- Strix uralensis uralensis Pallas, 1771: Die Nominatform bewohnt das mit Abstand größte Verbreitungsgebiet, das im Osten von der Pazifikküste bis zum Oberlauf der Wolga im Westen reicht. Die Unterart erscheint in einer hellen und einer (selteneren) dunklen Morphe.

- Strix uralensis liturata Lindroth, 1788: Diese Unterart bewohnt Nordeuropa ostwärts bis zur Wolga, wo sie sich mit S. u. uralensis vermischt. Sie ist etwas größer, schwerer und geringfügig dunkler als die Nominatform.

- Strix uralensis macroura Wolf, 1810: Die größte Unterart bewohnt die Relikthabitate Mittel- und Südosteuropas. Sie kommt auch in einer melanistischen, wenig kontrastreich gezeichneten, kaffeebraunen Morphe vor. Vor allem in den Dinariden scheint diese Färbungsvariante mit bis zu 10 % nicht selten zu sein.[37]

- Strix uralensis yenisseensis Buturlin, 1915: Diese Unterart ist etwas kleiner, dunkler und kurzflügeliger als die Nominatform, mit der sie sich in weiten Gebieten vermischt. Ihr Verbreitungsgebiet liegt in Nordsibirien, im Winter erscheinen Individuen dieses Typs in der nordöstlichen Mongolei und im Baikalgebiet.

- Strix uralensis nikolskii Buturlin, 1907: Diese Unterart gleicht in der Rumpffärbung S. u. liturata, die Kopf- und Schulterregion weist jedoch einen bräunlichen Farbton auf. Ihr Verbreitungsgebiet erstreckt sich von der Baikalregion südostwärts bis Korea.

- Strix uralensis fuscescens Temminck & Schlegel, 1850: Eine relativ kleine Unterart, die in Westhonshū und Teilen Kyushus verbreitet ist. Im Gesamteindruck rötlich braun mit gelblichen Markierungen; die Bauchseite ist auf rahmfarbenem Untergrund dunkelbraun gestrichelt, in die oft markante weiße Tropfenzeichen eingebettet sind.

- Strix uralensis hondoensis (Clark AH, 1907): Diese Unterart ist ebenfalls kleiner als die Festlandsrassen und im Gesamteindruck rostbraun. Die Weißanteile im Kopf- und Nackenbereich fehlen weitgehend. S. u. hondoensis ist Brutvogel des nördlichen und zentralen Honshū.

- Strix uralensis japonica (Clark AH, 1907): Diese auf Hokkaidō verbreitete Unterart ist etwas kleiner als S. u. nikolskii, der sie weitgehend gleicht.

## Bestand und Bestandsentwicklung
Der Bestand des Habichtskauzes gilt als ungefährdet, doch liegen über weite Vorkommensgebiete keine Bestandszahlen vor. In Europa nehmen die Bestände in den meisten Regionen zu, was vor allem auf das Anbringen von Nistkästen und das Nachlassen der direkten Verfolgung zurückzuführen ist. Ein weiterer Grund für die Bestandszunahmen vor allem in Russland ist die dortige Methode der Kahlschlagwirtschaft, die in den Sukzessionsflächen der Art neue Jagdgebiete eröffnen.
In Mitteleuropa brüten etwa 1000 Paare, der europäische Gesamtbestand wird auf 82.000 Brutpaare geschätzt, von denen im europäischen Teil Russlands allein 65.000 brüten.
Neben der direkten Verfolgung bilden der Straßenverkehr und Hindernisse, wie zum Beispiel Weidezäune, eine wesentliche Gefährdungsursache, da Habichtskäuze sehr oft bodennah fliegen und auch Freiflächen in einem bodennahen Flug queren. Auch veränderte Bewirtschaftungsmethoden, die die Wälder rigoros verjüngen, sodass sowohl Höhlenbäume als auch alte Greifvogelhorste fehlen, wirken sich regional bestandsvermindernd aus.
Der Habichtskauz gilt als eine der Arten, die vom Klimawandel betroffen sein wird. Ein Forschungsteam, das im Auftrag der britischen Umweltbehörde und der Royal Society for the Protection of Birds die zukünftige Verbreitungsentwicklung von europäischen Brutvögeln auf Basis von Klimamodellen untersuchte, geht davon aus, dass bis zum Ende des 21. Jahrhunderts das Verbreitungsgebiet des Habichtskauzes sich vor allem im Süden erheblich verkleinern wird. Betroffen ist unter anderem das heute noch bestehende Brutareal im Karpatenbogen. Insgesamt verschiebt sich das Verbreitungsgebiet weiter nach Norden, wobei prognostiziert wird, dass neue, geeignete Brutareale im Norden Fennoskandinaviens und Russlands zu finden sein werden.